# Tomasz Bartnik
Tomasz Bartnik (Varsovia, 15 de enero de 1990) es un deportista polaco que compite en tiro, en la modalidad de rifle.
Ganó cinco medallas en el Campeonato Mundial de Tiro, entre los años 2018 y 2023, y cuatro medallas en el Campeonato Europeo de Tiro entre los años 2019 y 2022.
Participó en los Juegos Olímpicos de Tokio 2020, ocupando el octavo lugar en la prueba rifle 10 m mixto.

## Palmarés internacional
| Campeonato Mundial | Campeonato Mundial       | Campeonato Mundial | Campeonato Mundial             |
| Año                | Lugar                    | Medalla            | Prueba                         |
| ------------------ | ------------------------ | ------------------ | ------------------------------ |
| 2018               | Changwon (Corea del Sur) | Medalla de oro     | Rifle 3 posiciones 50 m        |
| 2022               | El Cairo (Egipto)        | Medalla de oro     | Rifle 3 posiciones 300 m mixto |
| 2022               | El Cairo (Egipto)        | Medalla de plata   | Rifle 3 posiciones 50 m        |
| 2022               | El Cairo (Egipto)        | Medalla de plata   | Rifle 3 posiciones 300 m       |
| 2023               | Bakú (Azerbaiyán)        | Medalla de plata   | Rifle 3 posiciones 300 m       |
| Campeonato Europeo |                          |                    |                                |
| Año                | Lugar                    | Medalla            | Prueba                         |
| 2019               | Lonato (Italia)          | Medalla de bronce  | Rifle en pos. tendida 50 m     |
| 2021               | Osijek (Croacia)         | Medalla de bronce  | Rifle estándar 300 m           |
| 2022               | Zagreb (Croacia)         | Medalla de oro     | Rifle estándar 300 m           |
| 2022               | Zagreb (Croacia)         | Medalla de plata   | Rifle 3 posiciones 300 m       |